# Křídlatka česká
Křídlatka česká (Reynoutria × bohemica Chrtek & Chrtková, 1983) je kříženec křídlatky japonské a křídlatky sachalinské, který byl poprvé popsán v roce 1983 z lokality nedaleko lázní Běloves (část města Náchod nedaleko česko-polského hraničního přechodu Náchod-Běloves/Kudowa Słone). Šíří se rychleji než rodičovské druhy. Jednotlivé rostliny nejsou jednotného vzhledu, ale tvoří řadu přechodných forem.

## Nomenklatura
Reynoutria × bohemica Chrtek & Chrtková,  1983
Basionym
Reynoutria × bohemica Chrtek & Chrtková,  1983
Nomenklatorická synonyma
≡Fallopia × bohemica (Chrtek & Chrtková) J.P.Bailey,  1989
≡Polygonum × bohemicum (Chrtek & Chrtková) Zika & Jacobson,  2003
Taxonomická synonyma
=Reynoutria × vivax auct. non J.Schmitz & K.J.Strank,  1985

## Popis
V podmínkách střední Evropy dosahují tyto rostliny výšky až 3 m, výjimečně až 4 m. Lodyhy jsou statné, přímé, větvené, silné, duté. Listy na hlavních větvích jsou až 25 cm dlouhé a 18 cm široké, na postranních větvích bývají menší, srdčitého tvaru, na spodní straně porostlé jemnými, téměř neznatelnými chloupky. Odlomené části oddenků a stonků křídlatky velmi snadno a dobře zakořeňují a porosty křídlatky jsou značně agresivní. Rozmnožuje se vegetativně, přičemž „dálnicí“ šíření jsou hlavně vodní toky. Vytváří husté porosty, které vytlačují původní rostlinstvo. K vytvoření nové rostliny postačí pouze pětigramový úlomek oddenku. Hubení je velmi obtížné, neboť je nutné zlikvidovat celý oddenkový systém. Nejúčinnější se ukázala kombinace mechanických a chemických metod.

## Areál rozšíření
Vznikla pravděpodobně křížením mateřských druhů ve střední Evropě, rozšířila se však i do Velké Británie a Severní Ameriky, kde všude je považována za invazní druh. Podle některých pramenů (Flora of China) se však vyskytují podobní kříženci i v Číně.

## Použití
Křídlatka díky svému rychlému růstu tvoří velké množství biomasy a je jednou z rostlin, o které se uvažuje pro energetické využití. Z Japonska jsou hlášeny výnosy sušiny 12 až 29 t/ha.[zdroj⁠?!] Podobných výnosů lze dosáhnout i ve střední Evropě.[zdroj⁠?!]
Provádějí se experimenty s využitím křídlatek k odstraňování těžkých kovů (např. Pb, Cr, Co, As, Hg, Mn) z kontaminované zeminy s určitými pozitivními výsledky.[zdroj⁠?!] Je však třeba upozornit, že křídlatka je v některých státech Evropy (včetně Česka) na seznamu karanténních plevelů. Proto je její využití jako energetické rostliny v Česku nepravděpodobné.
Křídlatka je jedlá, musí se utrhnout oddenek a sloupnout z něho svrchní slupku. Má jemnou kyselo-sladkou chuť. Její chuť je poměrně podobná rebarboře. Dá se použít do koláčů, buchet.[zdroj?]
Václav Cílek v knize Nejistý plamen navrhuje pěstování křídlatky české jako obnovitelného zdroje energie.

## Taxonomická poznámka
Většina současných taxonomů řadí tohoto křížence i jeho mateřské druhy do rodu Fallopia Adans., 1763 – opletka. V Česku však přetrvává jeho zařazení do samostatného rodu Reynoutria Houtt., 1777.